# Takanori Nishikawa
Takanori Nishikawa (西川 贵教 Nishikawa Takanori?,  Hikone, Prefectura de Shiga, 19 de septiembre de 1970) es un músico, cantante, compositor, productor y actor japonés. Se desempeña bajo el nombre artístico de T.M.Revolution (TMR, Takanori Makes Revolution), nombre que fue tomado de la popular banda de electro/pop, TM Network. A pesar de que la mayoría de sus canciones fueron escritas por Akio Inoue y compuestas por Daisuke Asakura (también exproductor de TMR), T.M.Revolution es considerado como el proyecto en solitario de Nishikawa. Nishikawa también es conocido por sus contribuciones en temas de apertura y cierre para numerosas series de anime y videojuegos.
Nishikawa debutó con el lanzamiento de su primer sencillo, Dokusai (Monopolize), en mayo de 1996. Más tarde ese año, su tercer sencillo, Heart of Sword (Yoake Mae), fue usado como tercer tema de cierre para la serie de anime Rurouni Kenshin, lo que aumentó considerablemente su base de admiradores. También contribuyó con seis canciones para la franquicia de Mobile Suit Gundam SEED; tres para Gundam SEED y tres para Gundam SEED Destiny. Nishikawa ha desempeñado un personaje secundario en cada una de esas series que presentaron sus canciones. En 2010, su sencillo Save the One, Save the All, fue utilizado como tema de cierre para la película Bleach: Jigoku-hen. Varias de sus canciones también ha sido utilizadas por la serie de videojuegos Devil Kings.
T.M.Revolution fue el primer artista en firmar con Tofu Records, un sello discográfico (afiliado a Sony Music Japan) que promociona artistas japoneses en Norteamérica. Tofu lanzó tres de sus más recientes álbumes de estudio: coordinate (2003), Seventh Heaven (2004) e vertical infinity (2005). Nishikawa hizo su debut en América del Norte en Otakon, una vasta convención de anime, en 2003. También actuó en la Pacific Media Expo de 2004 y en la New York Comic Con de 2008. Nishikawa volvió a actuar en Estados Unidos en el vigésimo aniversario de Otakon el 10 de agosto de 2013.

## Primeros años
Nishikawa nació el 19 de septiembre de 1970 en la ciudad de Hikone, Shiga. Su padre, Yasuhiro, es un trabajador del gobierno, mientras que su madre, Kazuko, es dentista. Nació en Hikone pero fue criado en Yasu, Shiga, dónde asistió a la Escuela Primaria Mikami. Nishikawa tuvo una relación cercana con su abuelo (un policía retirado), a quien visitaba todos los días después de clases puesto que sus padres siempre se encontraban trabajando. Bajo el estímulo de su abuelo, estudió kendō hasta la edad de diez años, cuando este murió debido a una enfermedad. Nishikawa también asistió a la Escuela Preparatoria Yasu y más adelante a la Escuela Secundaria Yasu. Mientras aún era un estudiante de secundaria, comenzó a considerar dedicarse a la música. Abandonó la escuela y Shiga para perseguir dicho sueño.

## Carrera

### Luis-Mary
En 1990, Nishikawa se unió a la banda de visual kei/rock, Luis-Mary, como vocalista principal. Su apodo en el grupo era Haine (灰猫), el cual eventualmente serviría de inspiración para el personaje de Nishikawa en el anime Gundam SEED Destiny (Heine Westenfluss). Luis-Mary lanzó tres sencillos: Rainy Blue, Whisper (In Your Eyes) y Drive Me Mad antes de separarse en 1993.

### T.M.Revolution
En 1995, Nishikawa firmó junto a Daisuke Asakura con el sello FunHouse, hoy en día propiedad de BMG Japan. Ambos lanzaron un sencillo, Black or White?, bajo el nombre de "Daisuke Asakura expd. Takanori Nishikawa". La canción fue regrabada en 1997 y también reorganizada en 2000 como el duodécimo single de TMR (Black and White? version 3). El sencillo original también aparece como la tercera canción en el primer álbum de TMR Makes Revolution (1996). Nishikawa participó en un mini evento de tres bandas en noviembre de 1995. Su club de fanes oficial, turbo, fue establecido poco después, en diciembre de 1995. A principios de 1996, Nishikawa realizó varias apariciones en la radio anunciando el debut de su proyecto en solitario. El 22 de marzo de 1996, el proyecto recibió el nombre de T.M.Revolution, con Asakura como productor.

## Vida personal
De 1999 a 2002, Nishikawa estuvo casado con la también cantante Yumi Yoshimura del dúo musical Puffy AmiYumi. Después de que algunos medios japoneses acusaran a Yoshimura de tener una aventura amorosa, Nishikawa pidió el divorcio. No ha tenido ninguna otra relación conocida hasta la fecha.

## Drama
- Beautiful Life (2000)

## Películas
- Corazón de Melón (2008)